# 米田浩志
米田浩志（よねた ひろし、1960年- ）は、日本の建築家。北海学園大学工学部建築学科教授。

## 略歴
- 1983年 - 東海大学工学部建築学科卒業
- 1983年 - 吉田研介建築設計室
- 1988年 - 米田浩志建築研究舎設立（東京）
- 1990年 - 米田浩志建築研究舎移転（札幌）
- 1993年 - 北海学園大学工学部建築学科助教授
- 2000年 - 北海学園大学工学部建築学科教授
- 2000年 - 北海学園大学大学院工学研究科建設工学専攻建築系修士課程研究指導担当教授

## 研究領域
研究テーマ
建築の表現性と実践的デザインの手法に関する研究
研究内容
囲い込むことの本質は、環境という開かれた空間のシステム中に領域を限界づけることにある。この囲い込むことの限界設定は、建築上自明の行為とはいえ北海道の建築においては、極めて重要な意味を持つことになる。このことは、冬の生活を中心にとらえ単に安定した熱環境を形成させなければならないという強迫観念から導かれるものではなく、激しく変動する自然環境の記憶が蓄積された結果、安定感のある拠り所を心理的に希求せざるを得ない生活者の宿命性から見出だすことができる。この限定された建築空間において、開放感のある外部的な風景（ランドスケープ）をいかに作り上げるのか、つまり、「内部空間のランドスケープ化」を具体化させる実践的なデザイン手法の探求が、主な研究内容である。

## 資格・所属学会等
- 一級建築士
- 日本建築家協会登録建築家
- 日本建築学会会員
- 日本建築家協会会員

## 委員歴
- 1994年〜1996年 - 日本建築学会設計競技北海道支部審査委員
- 1994年〜2008年 - 日本建築学会北海道支部主催北海道建築作品発表会実行委員会委員
- 1995年〜1998年 - 日本建築学会作品選集北海道支部選考委員
- 1996年〜2005年 - 北海道建築士事務所協会主催「北の住まい住宅設計コンペ」審査委員
- 2005年 - 日本建築学会設計競技本部審査委員、日本建築学会北海道支部常議員
- 2007年〜2008年 - 日本建築学会作品選集本部選考委員
- 2010年 - 日本建築家協会北海道支部主催「第2回テスクチャレンジ設計コンペ」審査委員長
- 2006年〜現在 - 北海道建築士事務所協会主催「北の住まい住宅設計コンペ」審査委員長
- 2009年〜現在 - 日本建築学会北海道支部主催北海道建築作品発表会委員会委員長

## 主な受賞歴
- 1992年 - 第17回北海道建築奨励賞受賞 作品「BRACE」

## 主な作品
- 「BRACE」（1990年）

日本建築学会北海道支部第16回建築作品発表会作品集VOL.16-9611、北海道の建築1974-1998CDROM-9901、北海道の現代建築-0408
- 「MARCHÉ」（1991年）

日本建築学会北海道支部第13回建築作品発表会作品集VOL.13-9311
- 「FB WALL 2」（1995年）

日本建築学会北海道支部第16回建築作品発表会作品集VOL.16-9611、新建築住宅特集-9609、ReplanVol.36-9704、北海学園大学要覧1998-9704、住宅建築-9708、日経アーキテクチュア-9709、北海道の建築家たち住宅特集Part4-9812、建築知識-9901、北海道の建築1974-1998CDROM-9901、JIA NEWS-9904、ドローイングテクニック(彰国社)吉田研介著-9912、IP NEWS-0005、×5建築家と家をつくる-0204、男の隠れ家-0305、ReplanVol.62-0310、ReplanVol.81世界へはばたけ北海道の住宅CDROM-0806、安達治と北海道の建築家18-0911
- 「FB WALL 5」（1998年）

日本建築学会北海道支部第19回建築作品発表会作品集VOL.19-9910、ReplanVol.44-9904、住宅建築-0010 、×5 建築家と家をつくる-0204
- 「FB WALL 3/M」（2000年）

日本建築学会北海道支部第20回建築作品発表会作品集VOL.20-0011、住宅建築-0010、北海道の建築家たち住宅特集Part5-0012、New HOUSE-0201、×5 建築家と家をつくる-0204、北の建築家カタログ2002-0206、都市型コンパクトハウス-0210、階段カイダンっておもしろい！-0511、現代日本の建築vol.2-0607
- 「FB WALL 6」（2002年）

日本建築学会北海道支部第23回建築作品発表会作品集VOL.23-0311、北海道の建築家たち住宅特集Part6-0302、北の建築家カタログ2004-0407、現代日本の建築vol.2-0607
- 建築家が描いた絵画・ドローイング展作品「PROCESS」（2006年）
- JIA建築家大会2007東京20周年記念大会「JIA・登録建築家展」（2007年）
- JIA北海道支部20周年記念「建築家展」作品「幻視の室内風景1〜5」（2008年）
- UIA2008トリノ大会「New Horizon of Japanese Architecture展」（2008年）
- 北海道建築展inバルセロナ-Hokkaido Architecture in Barcelona（2010年）
- JIA建築家大会2013北海道「5000人の建築家展」（2013年）

## 主な評論
- 鼎談「建築の作法」 / 北海道建設新聞19950101（1995年）
- 主観的評価の正当性 / 日本建築家協会「JIANEWS」9806号（1998年）
- ｢心理的拡がり｣を得るために / 住宅建築307号（2000年）
- ｢建築作品｣の基準 / 日本建築学会北海道支部作品発表会作品集Vol.20（2000年）
- つつましい境界としての家 / 建築家と家をつくる×5（2002年）
- 体感される建築 / 日本建築学会北海道支部作品発表会作品集 Vol.23（2003年）
- 幻想としての中間領域を超えて / 日本建築学会北海道支部作品発表会作品集 Vol.29（2009年）
- 白い空間の魅力 / 北海学園大学附属図書館報図書館だより190号（2009年）
- 北海道建築作品発表会 フォーラムの潜在的可能性 / 日本建築学会「建築雑誌」1601号（2010年）
- 外部空間内包の試み / 北海道新聞（2010年12月15日）
- 外部空間内包の試み・北海道建築さらなる進化の時代へ / 日本建築学会北海道支部作品発表会作品集 Vol.31（2011年）
- 内に開くべきか、外に開くべきか / 日本建築学会「建築雑誌」1642号（2013年）